# Jupi
Jupi es un municipio brasileño del estado de Pernambuco. Tiene una población estimada al 2020 de 14 922 habitantes.
El espinho (puercoespín), llamado por los nativos "yupi", que significa espinho agudo, dio origen al nombre del municipio. Jupi como poblado perteneció a Brejo da Madre de Deus, como uno de sus distritos; pasó a pertenecer al municipio de São Bento do Una; después al municipio de Canhotinho; y a continuación, al municipio de Palmeirina y, por último, al municipio de Angelim.
Por proyecto de ley del entonces diputado João Callado Borba, fue presentada a la asamblea provincial la propuesta de emancipación de Jupi del municipio de Angelim. La propuesta fue aprobada por la Ley nº 3331 de diciembre de 1958. 
Tiene retratado en sus símbolos oficiales (Escudo y Bandera), al Portugués, al Indio nativo de Rincão, el Río da Chata, la tierra cultivable y los frutos que la misma da, y como colores oficiales, tiene el azul y blanco haciendo alusión al majestoso cielo que cubre ese lugar.

## Historia

### Antônio Vieira de Melo
A mediados del siglo XVI el portugués Antônio Vieira de Melo, desterrado de Portugal a Brasil, se estableció en las matas de Alagoas y vivió con los indígenas en sus tabas (asentamiento indígena). En poco tiempo. consiguió la simpatía y confianza de la tribu. Se estableció en la mata, en un lugar de la sierra donde había abundante agua y bastante caza, dos elementos vitales de la tribu, esta fuente era llamada "Ojo D'agua de Yu-py". Las primeras casas de esta aldea fueron hechas y cubiertas con hojas de palmeras nativas.
Tiempo después, Antônio Vieira de Melo, planeó un viaje a Bahía, pidiendo al jefe de la tribu dos indios de su confianza para sus compañeros de viaje, con el objetivo de conseguir un suministro de herramientas y semillas para el cultivo de la tierra fértil del Ojo D'agua de Yu-py.
Luego al retornar inició la explotación de la tierra. Aún al llegar del mismo viaje, autorizado por el gobernador y en consonancia con el jefe de la tribu, envió cuatro indios a los campos de Oeiras en Piauí, de allá fueron traídas ocho cabezas de gado, siendo seis hembras domesticadas.
Volviendo a Bahía, a fin de prestar cuentas al gobernador por su ayuda, sin embargo en un desvió de la ruta trazada para viaje sus compañeros de viaje fueron raptados por un tribu caníbal, siendo todos amarrados, estando a la hoguera donde él y sus compañeros serían asados vivos. Antônio Vieira de Melo socorrío a la Virgen del Rosario, prometiendo que si saliera salvo con sus compañeros, buscaría su imagen en Portugal y con los indios erigía una capilla en su honra en la localidad Ojo D'Agua de Yu-py, poniendo en la frente de la Virgen una corona de oro macizo.
Sano y salvo, Antônio Vieira de Melo cumplió su promesa trayendo la imagen que quedó siendo venerada en Jupi. Por Carta Régia de 1632, fue prescrita su deportación, volviendo Portugal regresó a Jupi con  su familia y el derecho de posesión las tierras que cultiva, donde desglosó el patrimonio de Nuestra Señora del Rosario, siendo el líder de su población durante muchos años.
Sus restos mortales fueron sepultados en la antigua capilla de Nuestra Señora del Rosario, que fue edificada en el centro de la plaza actual de Nossa Senhora do Rosário, teniendo enfrente de los mismos dos pies de palmeras Ouricury, plantados por los indios y entre ellos un alto crucero de madera trabajada por los indios bajo un pedestal de piedras rústicas locales.

### Poblado y emancipación
Como poblado, perteneció administrativamente a Brejo da Madre de Deus, luego como distrito pasó a pertenecer al municipio de São Bento do Una, después formó parte del municipio de Canhotinho, a continuación para el municipio de Palmeirina y por último para el municipio de Angelim.
Por proyecto del entonces diputado João Callado Borba, fue presentada a la Asamblea Provincial la independencia la emancipación de Jupi del municipio de Angelim, que fue ratificado el 31 de diciembre de 1958.

## Geografía
El municipio se encuentra ubicado en la Meseta de Borborema, presentando un relieve suave y ondulado. Su altitud es de 808 m.